# Twierdzenie Sophie Germain
Twierdzenie Sophie Germain – jedno z najsławniejszych i najważniejszych twierdzeń matematycznych w teorii liczb oraz w historii matematyki udowadniające Wielkie Twierdzenie Fermata w szczególnym przypadku kiedy żadna z liczb {\displaystyle x,y,z}  w niemożliwej nigdy dla liczb naturalnych dla {\displaystyle n>2} wg Fermata równości {\displaystyle x^{n}+y^{n}=z^{n}} nie jest podzielna przez wykładnik {\displaystyle n} (tzn. jedynie co {\displaystyle n}-ta liczba może naruszać twierdzenie) który bez ograniczania ogólności musi jedynie być liczbą pierwszą sformułowane i udowodnione przez Sophie Germain mówiące że jeśli w tym przypadku  istnieje także inna liczba pierwsza {\displaystyle q} taka że {\displaystyle q=2nk+1} (przynajmniej jedna taka liczba tzn. takie {\displaystyle k} że {\displaystyle q}  jest pierwsza sama w sobie istnieje zawsze ponieważ każdy pierwszy podzielnik liczby Mersenne’a  który istnieje zawsze włącznie z ją samą jeśli jest pierwsza o zawsze pierwszym wykładniku {\displaystyle n} ma taką postać) oraz jeśli żadna z {\displaystyle n}-tych potęg {\displaystyle x} modulo {\displaystyle q} nie różni się od drugiej o {\displaystyle 1} (jest ich znacząco różnych tylko {\displaystyle q-1} i po prostu liczy się je potęgując modularnie {\displaystyle x}) oraz żadna nie jest równa {\displaystyle n} wtedy twierdzenie Fermata jest prawdziwe. W szczególnym przypadku {\displaystyle k=1} nie trzeba sprawdzać nic oprócz tego czy {\displaystyle q=2n+1} jest także pierwsza i twierdzenie dla takich {\displaystyle x,y,z} jest także prawdziwe. 

## Przykłady zastosowania
Na przykład dla {\displaystyle n=5} liczba {\displaystyle q=2\times 5+1=11} jest pierwsza a więc twierdzenie Fermata wg Germain jest prawdziwe jeśli tylko 
ani {\displaystyle x} ani {\displaystyle y} ani {\displaystyle z} nie jest podzielna przez {\displaystyle 5}.
Dla {\displaystyle n=7} jednak liczba {\displaystyle q=2\times 7+1=15=3\times 5} nie jest pierwsza i trzeba szukać dalej.
Liczba {\displaystyle q=2\times 2\times 7+1=29} jest już pierwsza. Wtedy więc dla  {\displaystyle k=2} trzeba jednak też sprawdzić czy w skończonym ciągu reszt z dzieleń
potęg kolejnych liczb naturalnych od {\displaystyle 1} do {\displaystyle 28} przez {\displaystyle 29}, {\displaystyle 1^{7}{\bmod {2}}9,2^{7}{\bmod {2}}9,3^{7}{\bmod {2}}9,...,28^{7}{\bmod {2}}9} nie ma żadnych liczb różniących się o {\displaystyle 1} i też czy nie pojawia się tam sam  wykładnik {\displaystyle 7}. Otrzymujemy w ten sposób ciąg {\displaystyle 1,12,12,28,28,28,1,17,28,17,12,17,28,12,17,1,12,17,12,1,12,28,1,1,1,17,17,28} a więc składający się tylko z różnych liczb {\displaystyle 1,12,17,28}. Nie ma w nich ani różniących się o {\displaystyle 1} ani liczby {\displaystyle 7}. Twierdzenie Fermata wg Germain jest więc prawdziwe dla {\displaystyle n=7} i wszystkich {\displaystyle x,y,z} nie podzielnych przez {\displaystyle 7}.

## Ogólny dowód twierdzenia
Podczas kiedy liczba posiłkowa {\displaystyle q} nie ma naprawdę nic wspólnego z podzielnością przez {\displaystyle n} i jak udowodniła Sophie Germain musi także dzielić liczby {\displaystyle x,y} i {\displaystyle z} dla których zachodziło by naruszenie twierdzenia Fermata oraz jest bardzo prawdopodobne ze jest prawdziwa hipoteza że istnieje nieskończenie wiele a więc i dowolnie dużych liczb posiłkowych {\displaystyle q=2nk+1}  dla danego {\displaystyle n} na podobieństwo liczb pierwszych Mersenne’a Germain najprawdopodobniej udowodniła poprzez swoje rozważania w ten sposób także nie wprost twierdzenie w ogólnym przypadku tzn. dla liczb również podzielnych przez {\displaystyle n} i dla wszystkich wykładników {\displaystyle n} poprzez tzw. metodę nieskończonego wejścia (analogiczną do metody nieskończonego zejścia kiedy to np. udowadnia się twierdzenie dla wszystkich liczb i {\displaystyle n=3} tzn. jeśli z istnienia rozwiązań równości Fermata wynika istnienie mniejszych to nie mogą one istnieć ponieważ zderzyły by się o 0) ponieważ wtedy przynajmniej jedna z liczb musi być nieskończenie duża jeśli podzielna jest przez nieskończoną ilość dowolnie dużych dzielników więc z równości także dwie pozostałe a więc nie mogą one istnieć.
Twierdzenie jest też silną przesłanką ze Fermat sam naprawdę udowodnił swoje twierdzenie metodami elementarnymi jak to znaleziono bez szczegółów w jego notatkach.